# Dolichurus bicolor
Dolichurus bicolor is een vliesvleugelig insect uit de familie van de kakkerlakkendoders (Ampulicidae). De wetenschappelijke naam van de soort is voor het eerst geldig gepubliceerd in 1845 door Lepeletier.